# Fjärilshuset

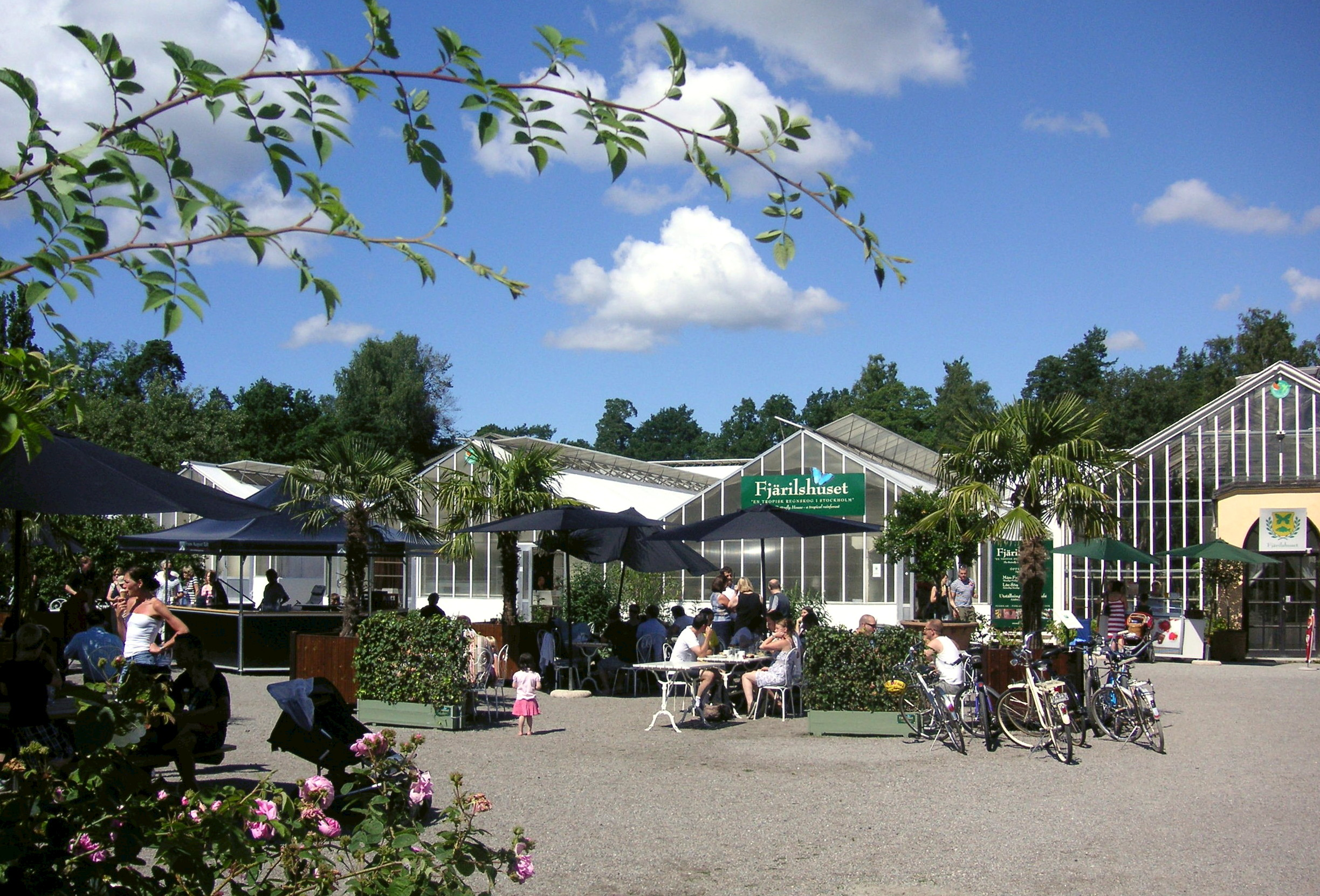
Fjärilshuset sommaren 2007.

Fjärilshuset är ett naturmuseum som ligger i Haga Trädgård i Hagaparken i Solna kommun. Det grundades 1989 och har omkring 350 000 besökare varje år.

## Beskrivning
Fjärilshuset är en tropisk regnskog med vattensystem som har ett stort antal olika fiskar från Amazonas och upp till 1000 fritt flygande fjärilar. 
Fjärilshuset omfattar över 5000 m². Den tropiska miljön upprätthålls av att temperaturen aldrig går under 25 grader under dagen, och till och med på natten är det minst 25 grader. Under ett år lever flera tusen fjärilar här. 
Här finns även "Haga ocean" som är ett 30 meter långt akvarium som rymmer 1,2 miljoner liter vatten. Här finns Svartfenad revhaj, Högfenad revhaj, rockor, revfiskar och en permanent utställning om korallrev och olika havsmiljöer. I utställningen finns även grodor och sköldpaddor.
Fjärilshuset uppförde under 2019 ett antal fjärilsängar på sina marker i syfte att hjälpa pollinerare i det stadsnära området ut i vida världen. 

## Bildgalleri

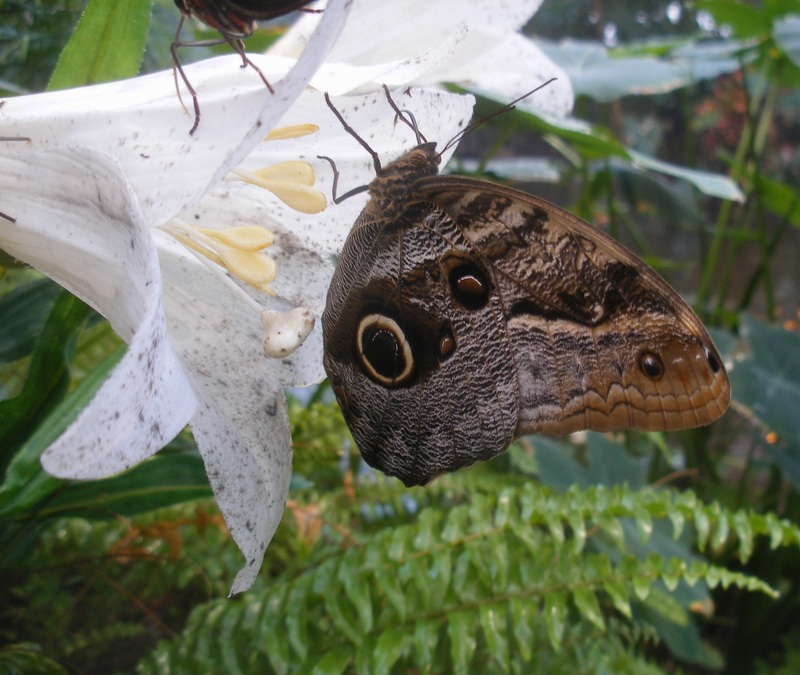
Fjäril Caligo martia
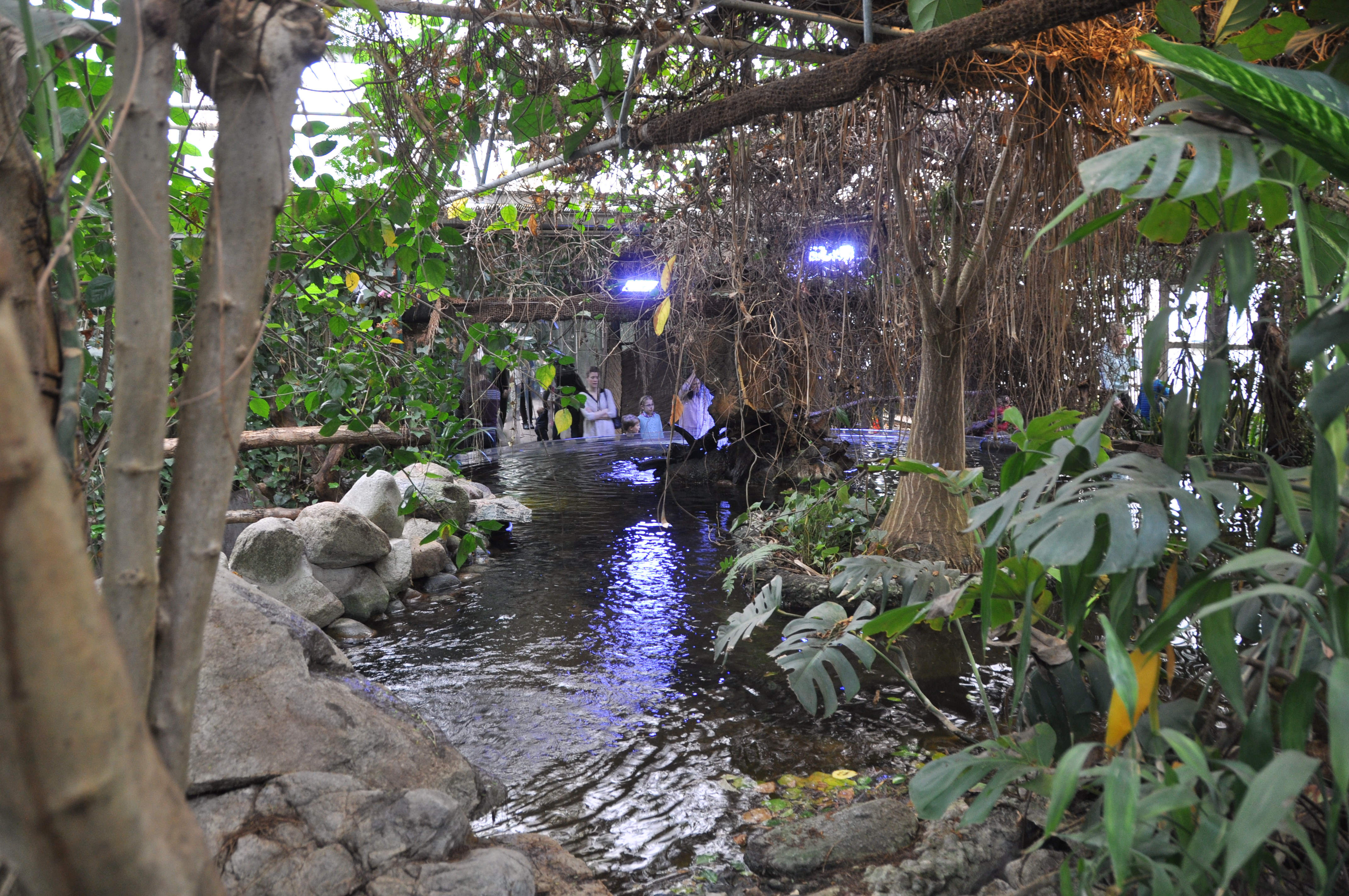
Regnskogsdelen
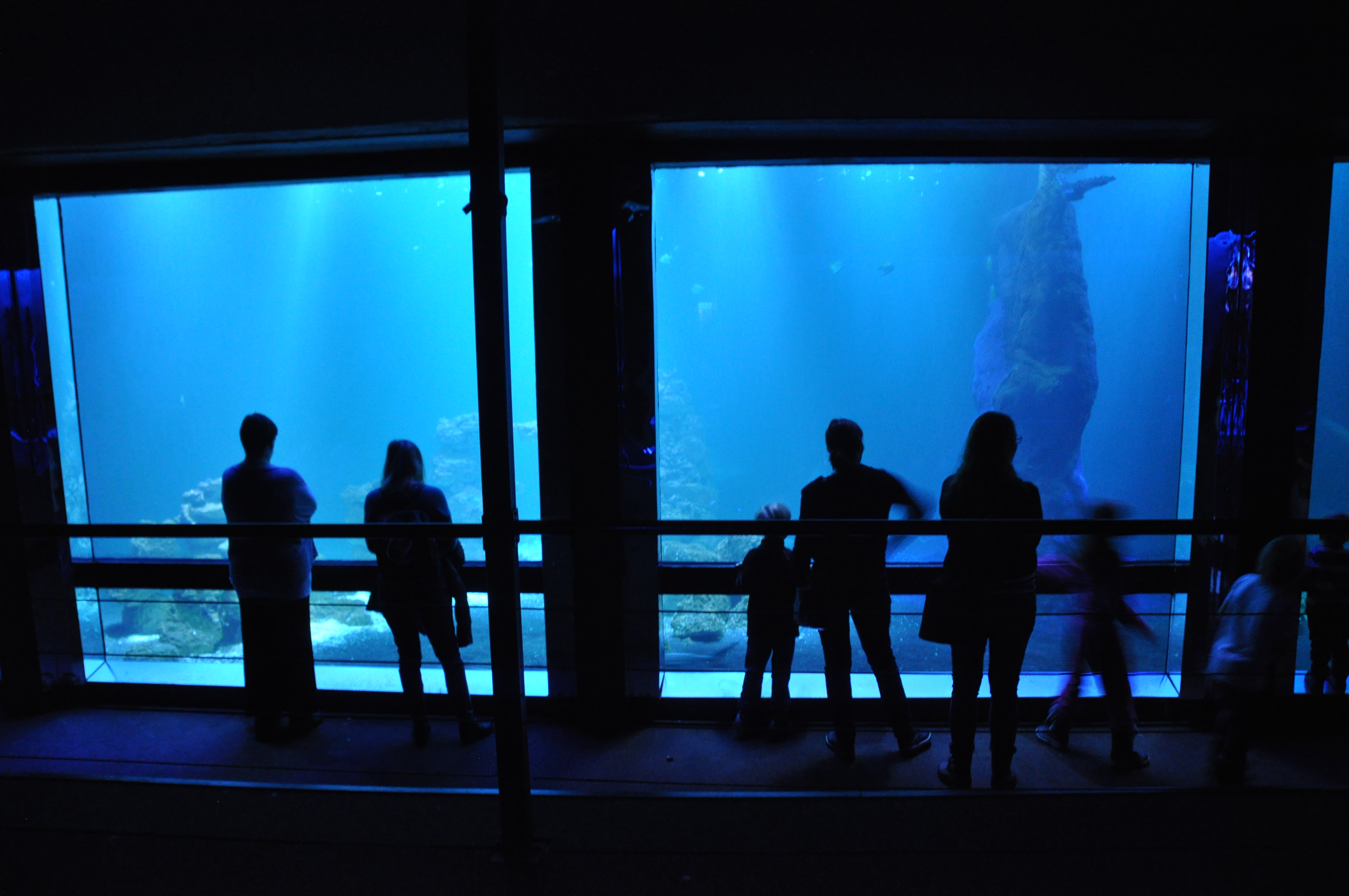
Akvariet
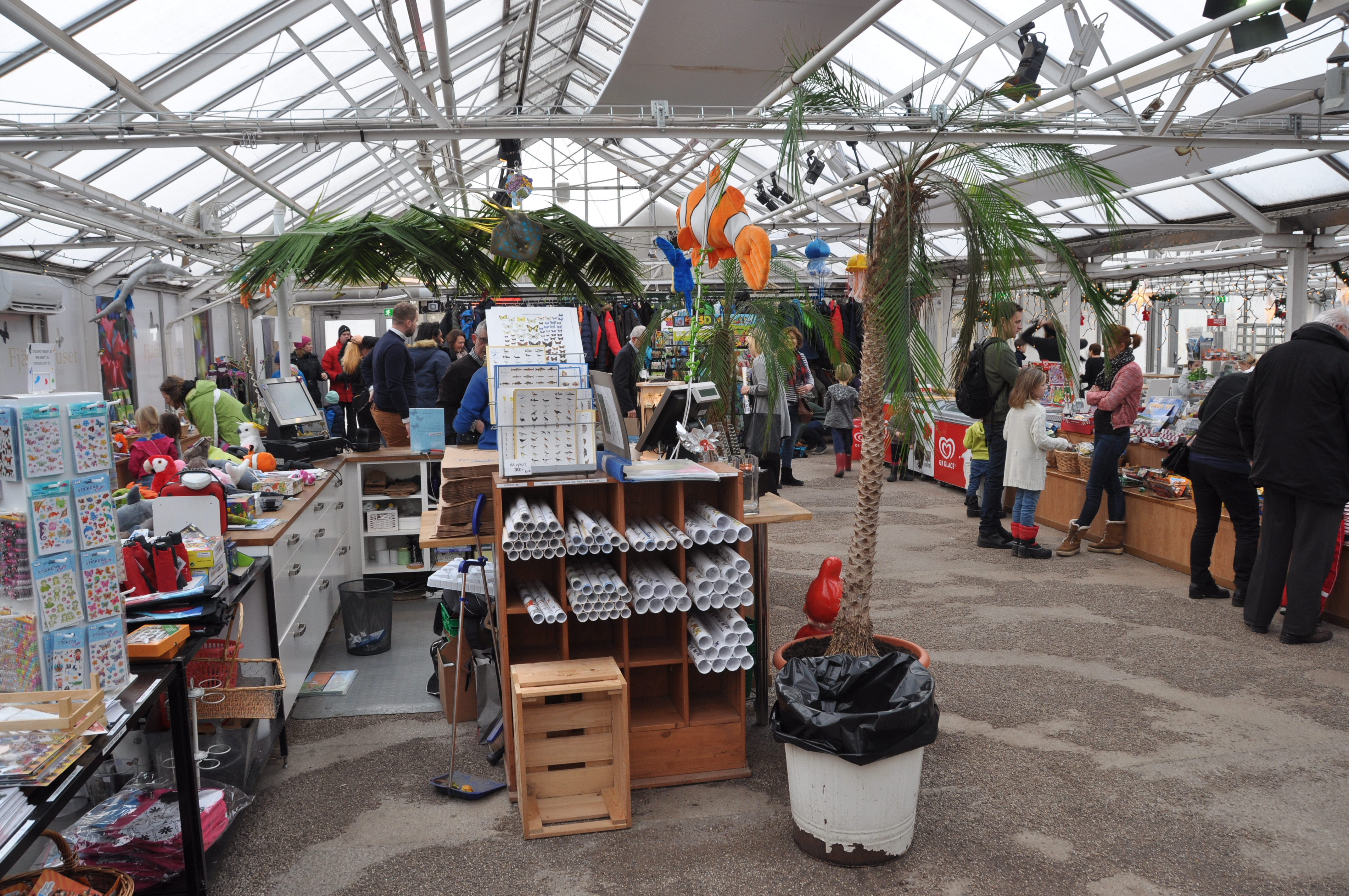
Presentshoppen